# Curtis (ort i Spanien, Galicien, Provincia da Coruña, lat 43,08, long -8,07)
Curtis är en ort i Spanien.   Den ligger i provinsen Provincia da Coruña och regionen Galicien, i den nordvästra delen av landet, 500 km nordväst om huvudstaden Madrid. Curtis ligger 475 meter över havet och antalet invånare är 4 408.
Terrängen runt Curtis är platt åt nordost, men åt sydväst är den kuperad. Runt Curtis är det ganska glesbefolkat, med 25 invånare per kvadratkilometer. Närmaste större samhälle är Arzúa, 18,0 km söder om Curtis. Omgivningarna runt Curtis är en mosaik av jordbruksmark och naturlig växtlighet.